# Açafrão (cor)
Açafrão é um tom de amarelo dourado semelhante à especiaria açafrão.

## Açafrão na cultura humana

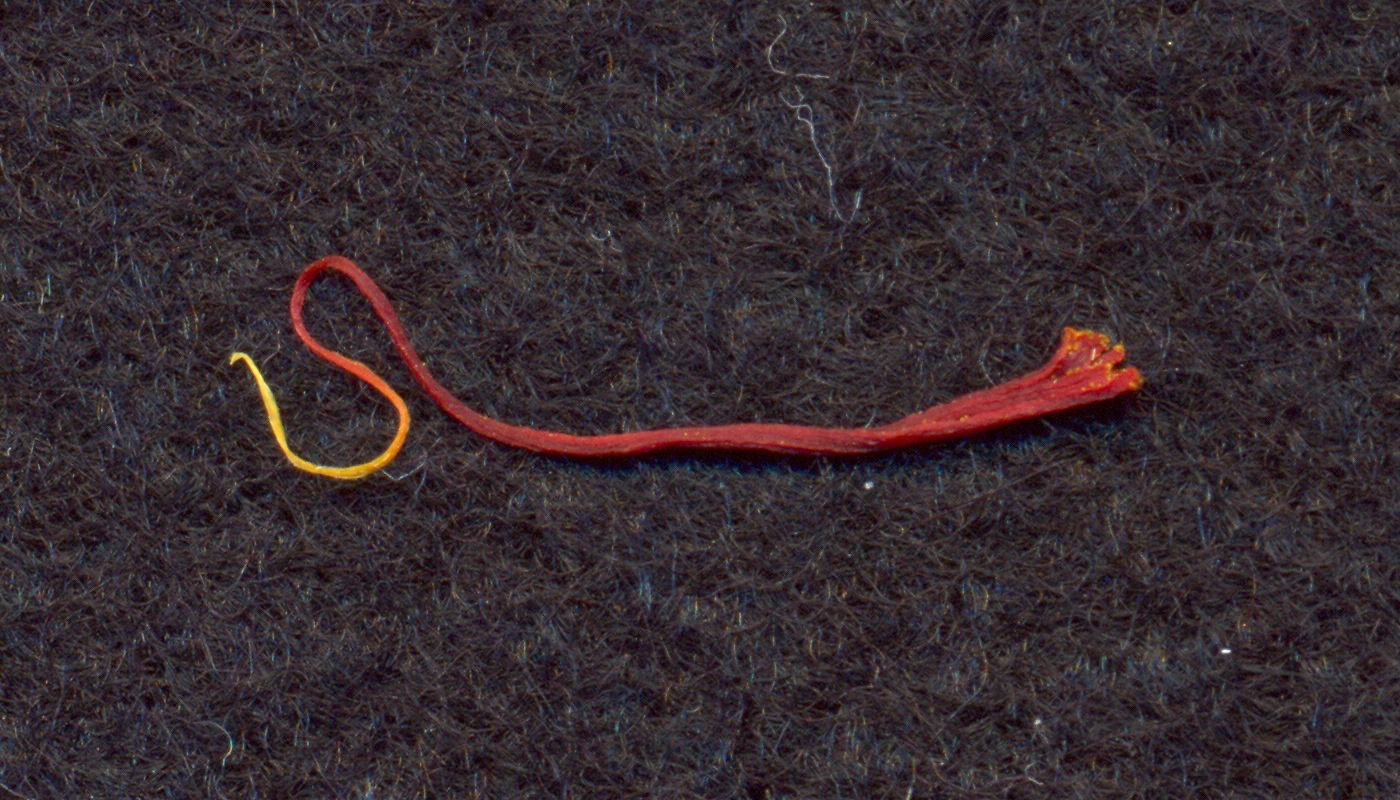
Grande plano de um fio de açafrão (tamanho real; cerca de 20 milímetros).

### Etimologia
Está na língua árabe a origem do nome desta especiaria. Açafrão deriva de As-safra-a (الصفراء) que significa Amarela. Sua cor foi a origem de seu nome.

### Etnografia
Julga-se que tecidos cor de açafrão foram tradição entre povos Celtas. Os gaiteiros de certos regimentos Irlandeses do Exército Britânico e das forças de defesa da República da Irlanda usam um kilt açafrão. Esta vestimenta é também usada por alguns homens Irlandeses e Irlando-Americanos como item do traje nacional. A sua cor varia de verdadeiro açafrão laranja a um leque de matizes mostarda pálida e amarelo-acastanhadas.

### Militar
Guerreiros Hindus Rajaputes usavam vestes açafrão aquando das suas últimas batalhas desesperadas (chamadas sacas).

### Política
Como os monges Budistas Theravada estão na linha da frente dos protestos antigovernamentais de 2007 em Mianmar, a rebelião já foi chamada de Revolução de Açafrão por alguns meios de comunicação internacionais.
Na Índia, os termos Açafronização e Brigada Açafrão são aplicados a nacionalistas Hindus.

### Religião
- No Hinduísmo a cor açafrão profundo é associada ao fogo, o qual é considerado divino e necessário em muitos rituais Hindus. Como os corpos são cremados de acordo com as tradições Hindus, o açafrão profundo é visto como lembrete da mortalidade do mundo, sendo frequentemente usado por homens e mulheres sagrados hindus.
- Os monges Budistas de tradição Theravada têm como tradição usar típicas vestes açafrão (embora por vezes possam ser bordô). (O tom de açafrão usado pelos Monges Budistas Theravada é a cor mais clara apresentada acima).
- Os Sikhs usam o açafrão como cor de fundo da Nishan Sahib], a bandeira da religião Sikh, na qual figura o Khanda em azul ().

### Vexilologia
- A cor da faixa de cima da Bandeira Nacional Indiana é oficialmente designada açafrão profundo que é um tom alaranjado de açafrão. A cor açafrão profundo representa os Hindus da Índia, o verde Indiano representa os Muçulmanos da Índia e o branco representa a paz entre eles.